# Go Ahead Eagles
Go Ahead Eagles (nederlandsk udtale: [ˈɡoː əˈɦɛt ˈiɡəls]) er en hollandsk fodboldklub fra Deventer, der spiller i Eredivisie. Klubbens stadion er De Adelaarshorst. Klubben vandt den hollandske mesterskab i 1917, 1922, 1930 og 1933, og pokalfinale 2025.
De har produceret en række bemærkelsesværdige spillere, herunder Raimond van der Gouw, René Eijkelkamp, Marc Overmars, Paul Bosvelt, Jan Kromkamp, Victor Sikora, Bert van Marwijk og Demy de Zeeuw, foruden at Henk ten Cate og Leo Beenhakker havde deres første cheftrænerjob i klubben.

## Historie
Klubben blev grundlagt i 1902 som Be Quick af Karel og Han Hollander. Navnet blev snart ændret til Go Ahead på anmodning af det hollandske fodboldforbund. Suffikset "Eagles" blev tilføjet i 1971 efter et forslag fra daværende cheftræner Barry Hughes. Ørnen indgår i byen Deventers våbenskjold.